# Albrechtice, Karviná
Albrechtice là một làng thuộc huyện Karviná, vùng Moravskoslezský, Cộng hòa Séc.